# Clavulinopsis sulcata
Clavulinopsis sulcata е вид базидиева гъба от семейство Clavariaceae. Тя образува много дълги, тънки и цилиндрични розови или оранжеви плодни тела, които растат на земята сред растителна постеля.

## Разпространение и местообитание
Тази гъба има широко разпространение в Южна Африка, Северна Америка и Азия. В Австралазия се среща в източните части на Австралия и Нова Зеландия, където обхватът ѝ включва Куинсланд, Нов Южен Уелс, Виктория и Тасмания, както и двата острова на Нова Зеландия.
Среща се на земята сред купчина от листа. В Тасмания се среща в смесени гори.

## Описание
Плодовото тяло е цилиндрично или донякъде с форма на бухалка, с дължина до 70 мм и диаметър 7 мм, разположено върху цилиндрично стебло с дължина до 20 мм. Няколко плодни тела могат да растат в близост едно до друго, поединично, или на групи.
Месото на гъбата е розово или оранжево-розово, а стеблото е с подобен цвят, но в основата е бледорозово. Месото е без мирис и има лек вкус на морков.
Спорите са кълбовидни, намират се отстрани на бухалките и имат тънки стени (5,8 – 7,2 на 5,8 – 6,8 µm).